# اونجاتسی
اونجاتسی (به لاتین: Onjatsy) یک منطقهٔ مسکونی در ماداگاسکار است که در وهیپنو واقع شده‌است. اونجاتسی ۸٬۰۰۰ نفر جمعیت دارد و ۶ متر بالاتر از سطح دریا واقع شده‌است.